# Ganpat
Ganpat, pseudonyme de Martin Louis Alan Gompertz, né le 23 février 1886 en Inde et mort le 29 septembre 1951 à Chagford dans le Devon, est un auteur britannique de littérature populaire.

## Biographie
Soldat d’infanterie de l’armée britannique, il amorce une carrière littéraire dans les années 1920 avec des romans d’aventures orientalistes dans la veine des récits de Henry Rider Haggard.
Dans les années 1930, il mêle les genres du roman policier, de la science-fiction et du roman d'amour dans des romans ayant souvent en toile de fond les décors de l’Asie centrale ou des contrées montagneuses de l'Inde. Y éclate alors son discours impérialiste et raciste qui grève ses intrigues par la répétition inlassable de son credo sur les prétendues supériorités de la race blanche et de l'Empire britannique.
Son seul titre traduit en français, Partie d’échecs (1930), est le récit d’un savant fou prêt à assassiner tous ceux qui l’empêchent de poursuivre ses recherches sur l’invention de la bombe atomique.

## Œuvre

### Romans
- Harilek: a Romance of Modern Central Asia (1923)
- Stella Nash (1924)
- Snow Rubies (1925)
- The Voice of Dashin: a Romance of Wild Mountains (1926)
- High Snow (1927)
- Mirror of Dreams: a Tale of Oriental Mystery (1928)
- Daïnra (1929)
- The Speakers in Silence (1929)
- Walls Have Eyes (1930)
- The Three R’s (1930) Publié en français sous le titre Partie d’échecs, Paris, Librairie des Champs-Élysées, Le Masque no 269, 1939
- Roads of Peace (1931)
- The Marches of Honour: a Story (1931)
- Fairy Silver: a Traveller’s Tale (1932)
- Out of Evil (1933)
- The Second Tigress (1933)
- The Snow Falcon (1933)
- Seven Times Proven (1934)
- Wrexham’s Romance: Being a Continuation of Harilek (1935)
- The One-Eyed Knave (1936)
- The War Breakers (1939)

### Nouvelles
- The 13 Gates (1935)
- The Tiger Man (1936)

## Sources
- Jacques Baudou et Jean-Jacques Schleret, Le Vrai Visage du Masque, Volume 1, Paris, Futuropolis, 1984, p. 213.